# Evangelický hřbitov v Šenově
Evangelický hřbitov v Šenově v Okrese Ostrava-město se nachází v městě Šenov na ulici U kaple. Má rozlohu 2388 m² (bez pozemku s kaplí a hospodářskou budovou).

## Historie
Evangelický (luterský) hřbitov v Šenově byl založen roku 1861 na pozemku na pozemku Matyáše Miksy. Posvěcen byl následujícího roku bludovickým farářem Bernardem Folwarczným.  V roce 1862 byla rovněž postavena dřevěná zvonice, tesařské práce provedl František Hrbáček se svými syny; zvonem o váze 375 kg byla osazena 11. prosince 1869. Na jejím místě byla v roce 1896 postavena zděná hřbitovní kaple. V roce 2018 byly na kapli provedeny sanační práce k zajištění její statiky.
Vlastníkem hřbitova je Farní sbor SCEAV v Havířově-Bludovicích, provozuje jej město Šenov prostřednictvím příspěvkové organizace MěPOS.

## Galerie

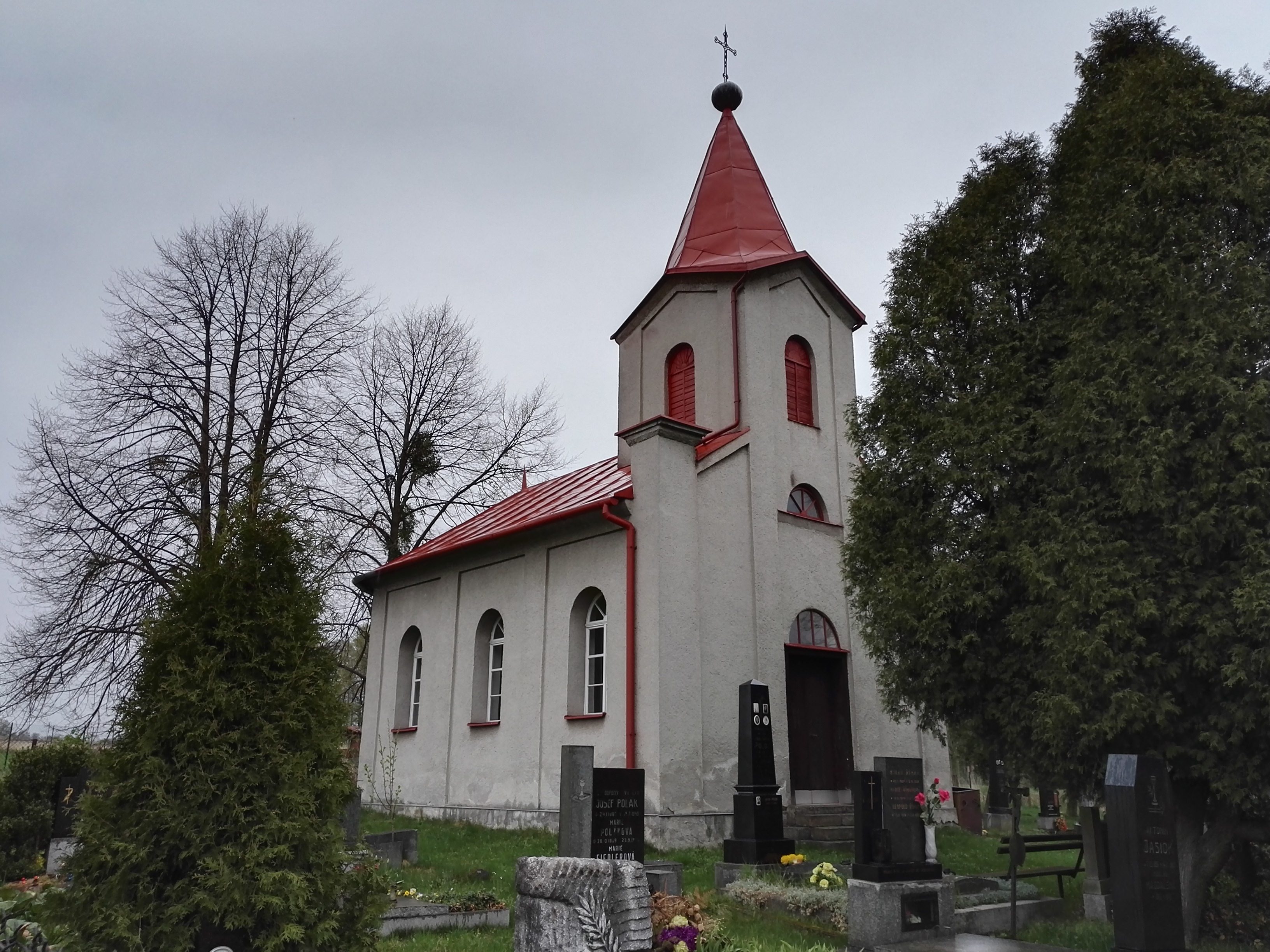
Hřbitovní kaple z roku 1896
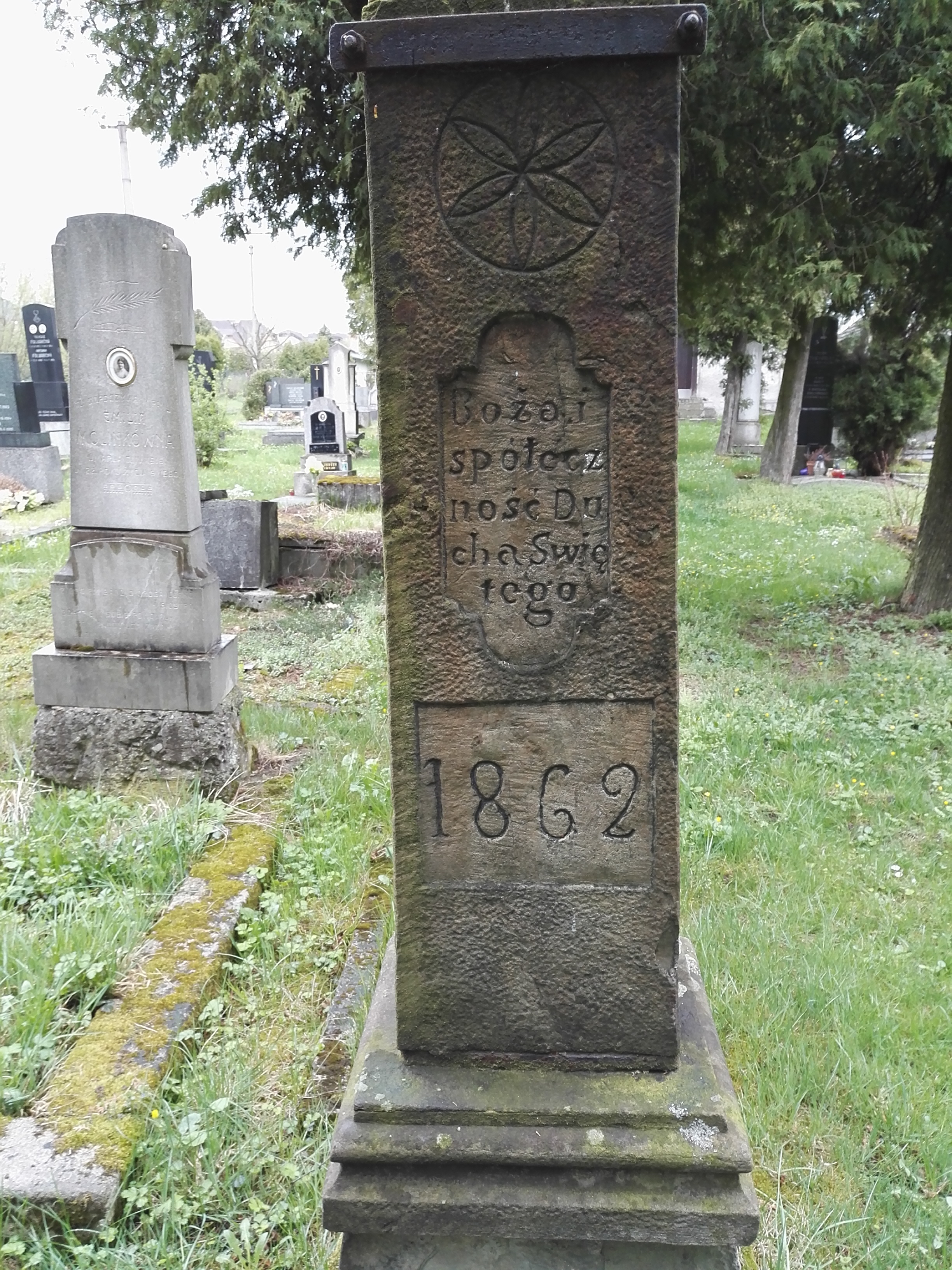
Detail polského nápisu na centrálním kříži
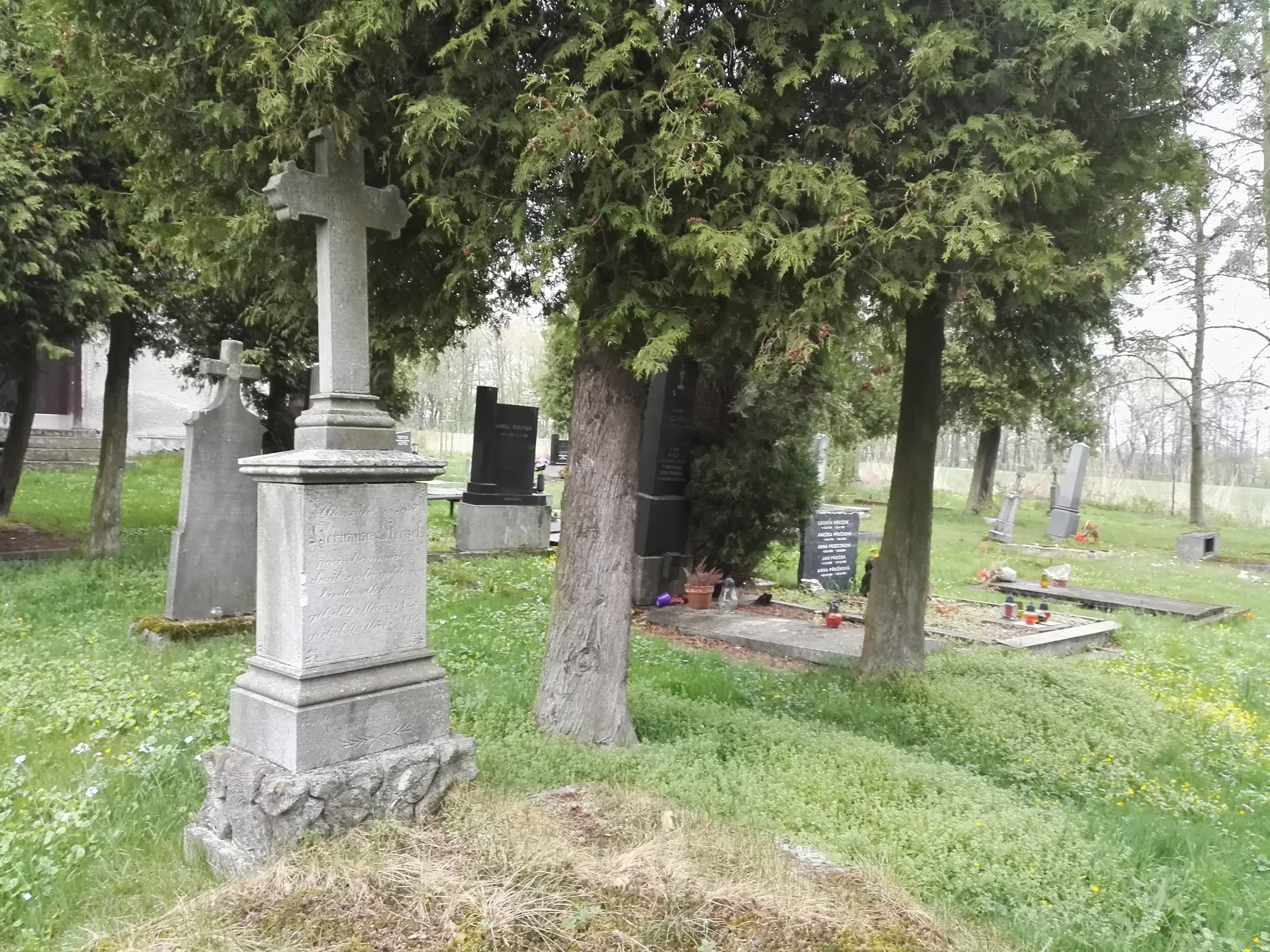
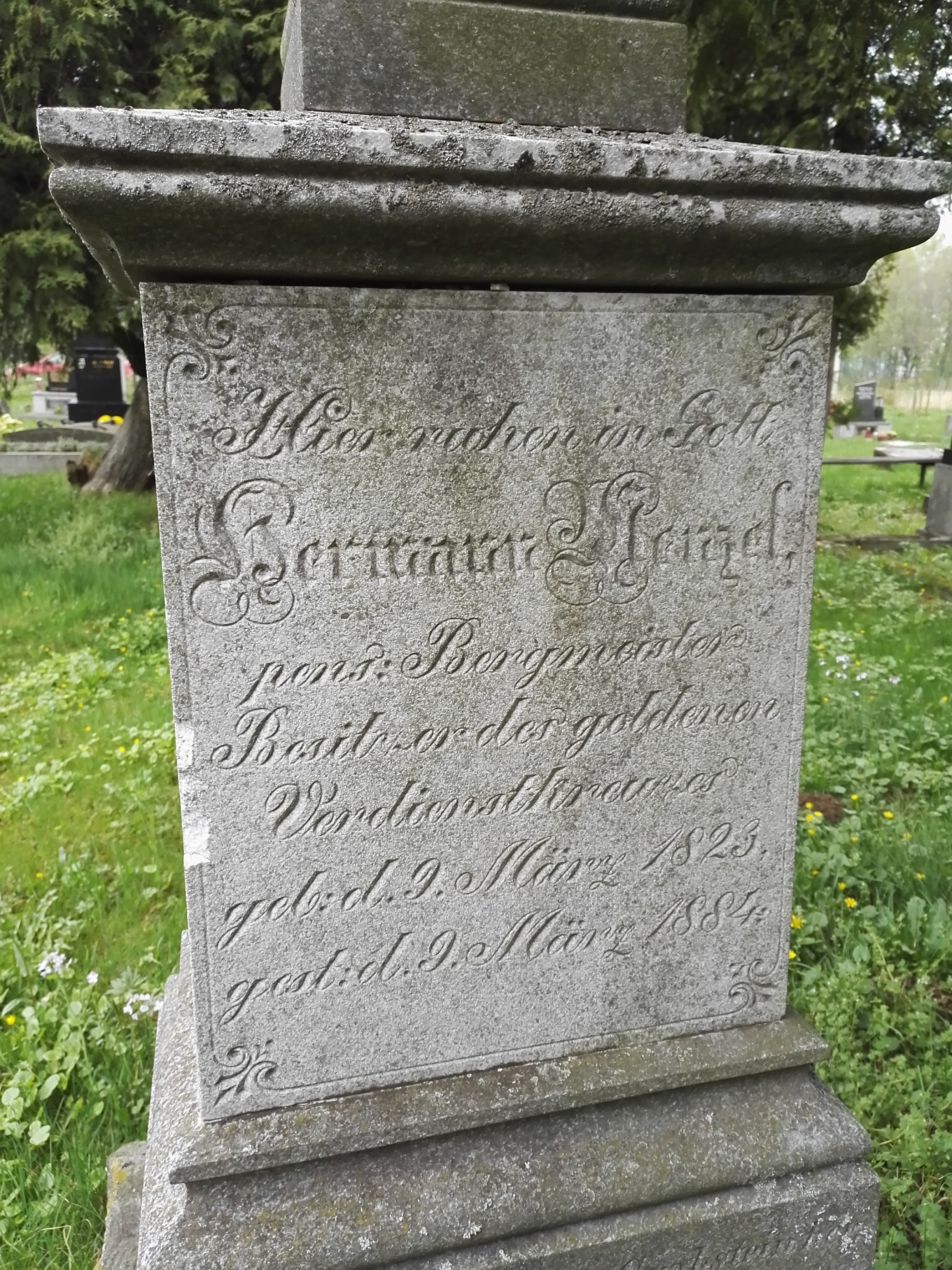
Detail náhrobku hormistra Hermanna Menzela s německým nápisem
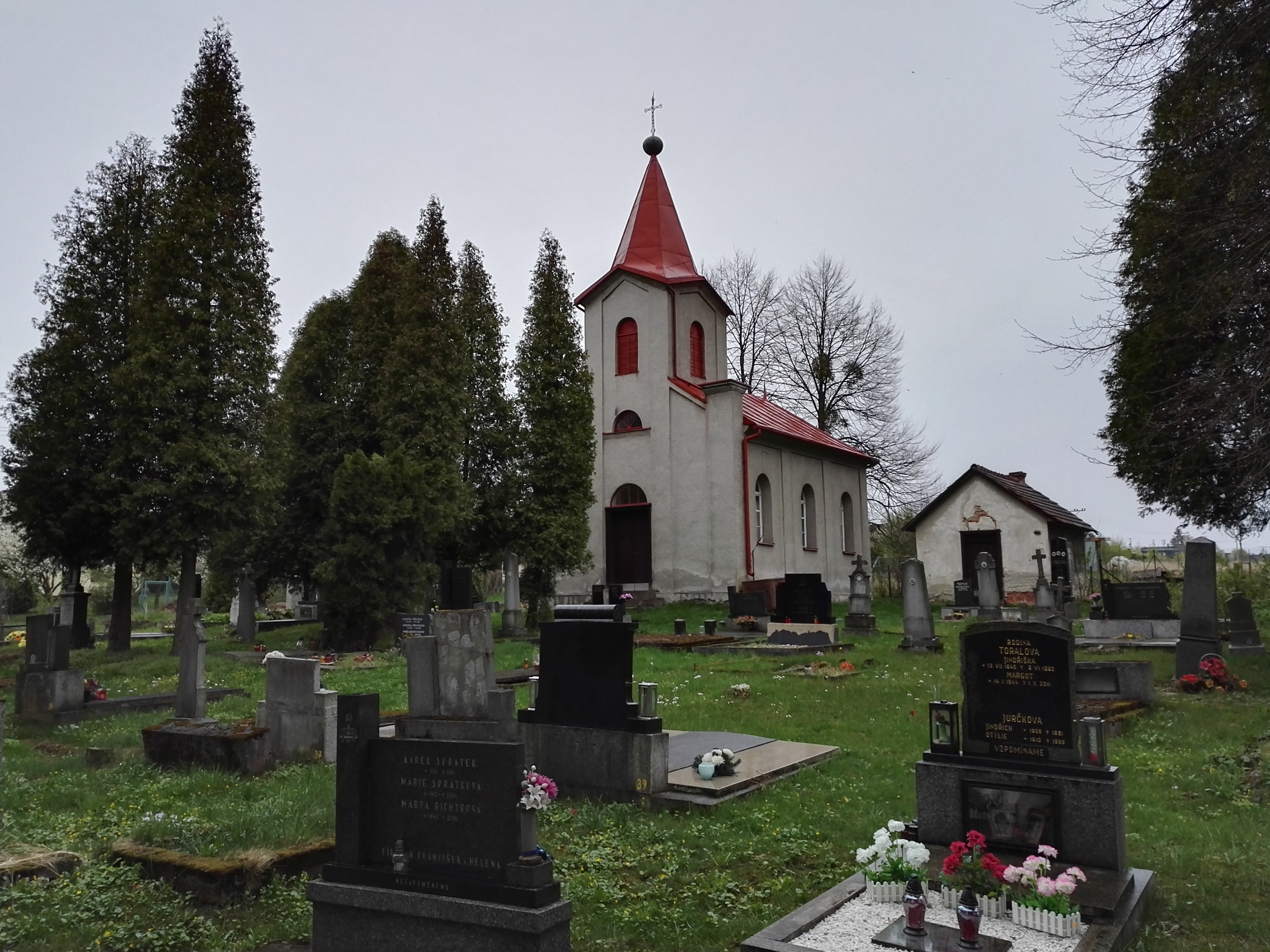